# Bruant hudsonien
Spizelloides arborea, Spizella arborea
Genre
Espèce
Synonymes
- Spizella arborea (protonyme)

Statut de conservation UICN

 LC  : Préoccupation mineure
Le Bruant hudsonien (Spizelloides arborea) est une espèce d'oiseaux de la famille des Passerellidae, l'unique représentant du genre Spizelloides.

## Description

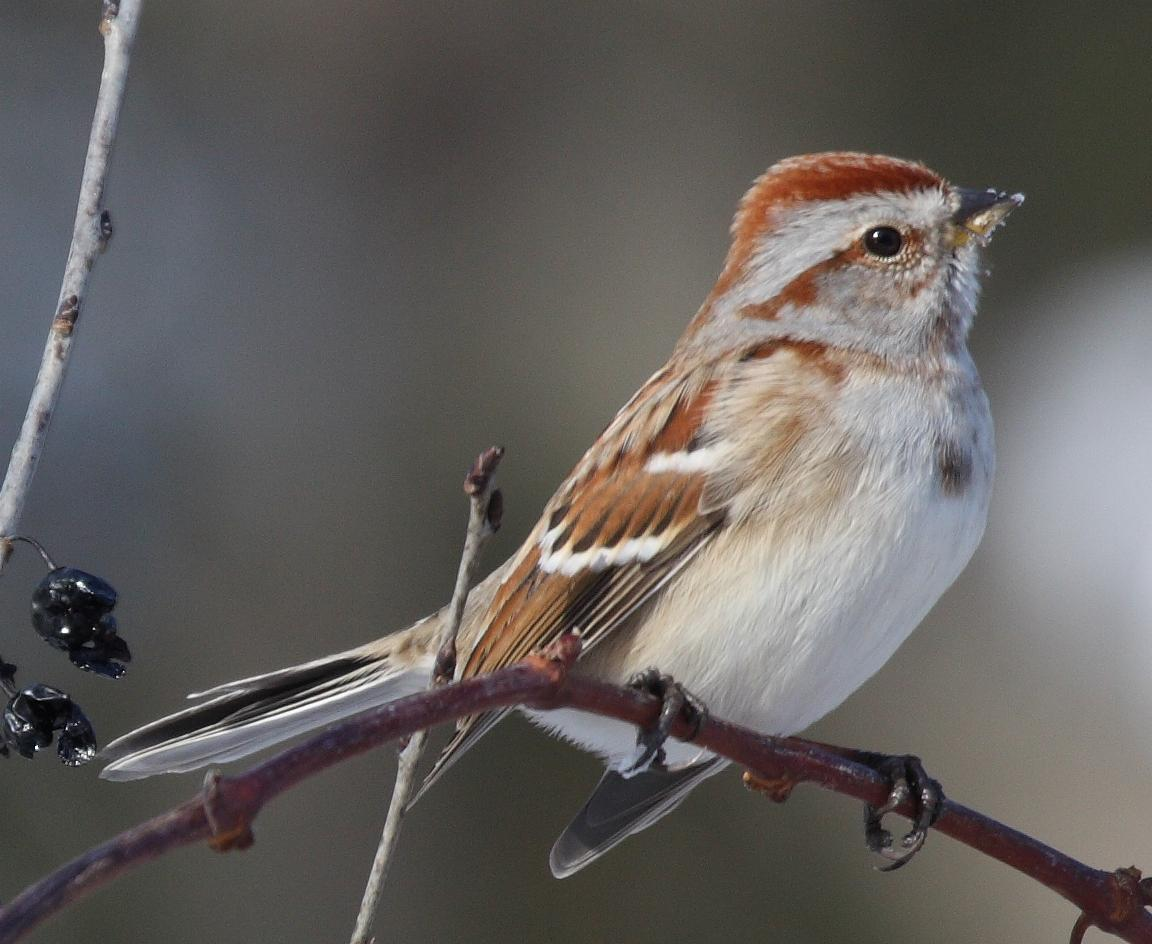

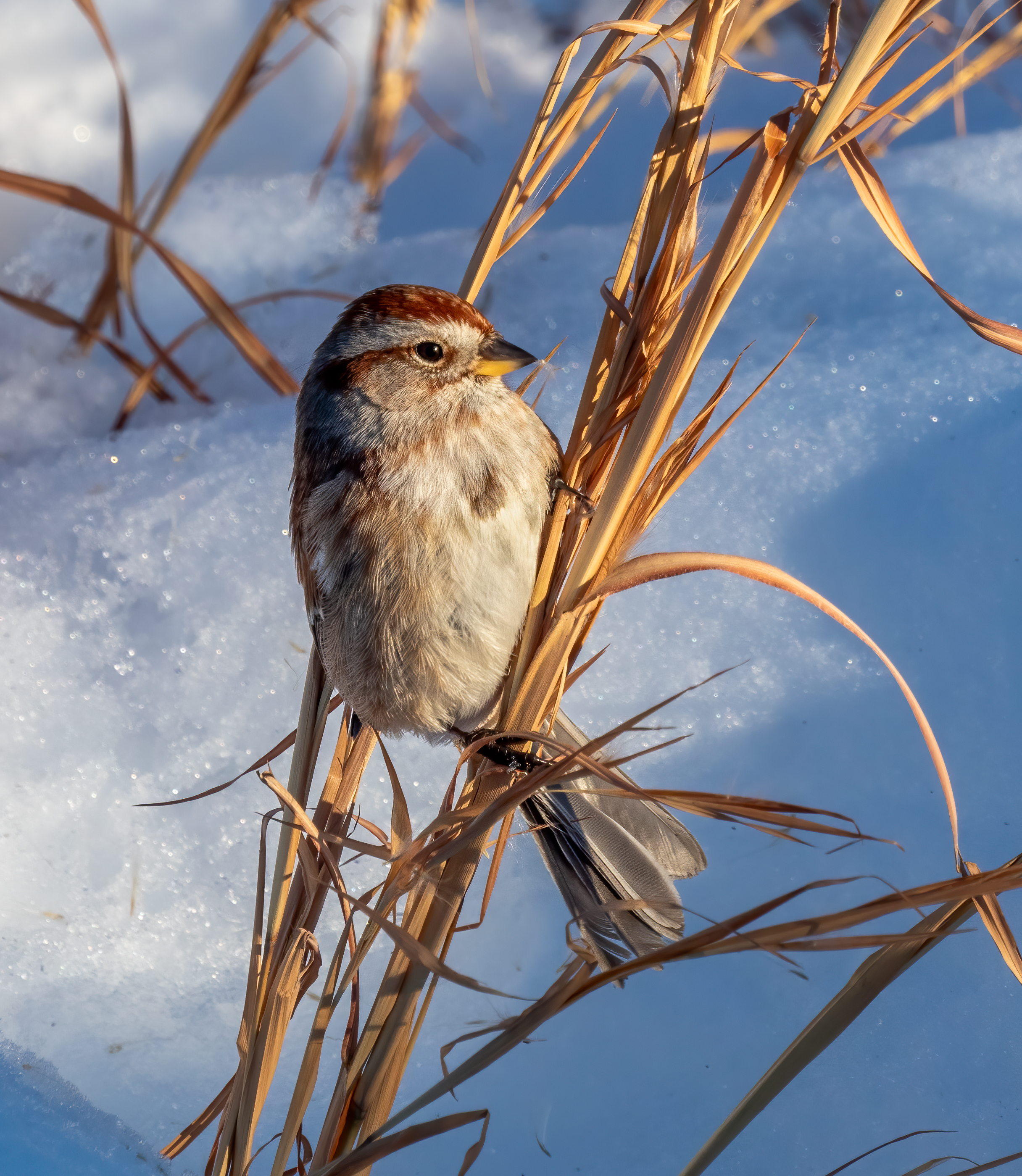
Un bruant hudsonien à Central Park, New York. Février 2021.

Les adultes ressemblent au Bruant familier. Ils ont une calotte rouille et le ventre gris avec un petit point noir sur la poitrine. Ils ont le dos roux avec des rayures plus claires, les ailes sont brunes barrées de blanc et ils ont une longue queue fine. La face est grise avec une ligne rouille sur l'œil. Les flancs sont éclaboussés de brun clair.

## Répartition

zone de nidification
voie migratoire
aire d'hivernage

Ils nichent sur le sol dans la toundra ou aux limites nord de la forêt boréale de l'Alaska et du nord du Canada.
Ils migrent vers les États-Unis ou le sud du Canada pour passer l'hiver. Habituellement, les Bruants familiers se déplacent vers le sud en même temps que les Bruants hudsoniens arrivent.

## Alimentation
Ces oiseaux fourragent sur le sol ou dans les buissons bas, souvent en groupe lorsqu'ils ne sont pas en période de nidification. Ils se nourrissent principalement de graines, d'insectes et de baies. Ils fréquentent souvent les mangeoires avec les Juncos ardoisés.

## Voix
Son chant est un agréable gazouillis aigu décroissant au cours du temps et devenant une espèce de bourdonnement près de la fin.

## Sous-espèces
D'après Alan P. Peterson, il existe deux sous-espèces :
- Spizella arborea ochracea Brewster, 1882 : Alaska et nord du Canada ;
- Spizella arborea arborea (A. Wilson, 1810) : nord-est du Canada.